# 乌巴伊
乌巴伊是巴西米纳斯吉拉斯州的一个市镇。总面积821.872平方公里，总人口11834人，人口密度14.4人/平方公里。